# Scherphoekvedermot
De scherphoekvedermot (Amblyptilia acanthadactyla) is een vlinder uit de familie vedermotten (Pterophoridae). De spanwijdte van de vlinder bedraagt tussen de 17 en 23 millimeter. De soort overwintert als imago. De soort komt verspreid over het Palearctisch gebied voor. De scherphoekvedermot is polyfaag op lage planten.

## Voorkomen in Nederland en België
De scherphoekvedermot is in Nederland een vrij algemene en in België een zeldzame soort. Vroeger kwam de soort in het noorden van Nederland niet veel voor, maar inmiddels is ook deze streek aan het leefgebied toegevoegd. De soort kent twee jaarlijkse generaties, die vrijwel het gehele jaar kunnen worden waargenomen, al zijn waarnemingen in de winter schaars.